# 拉塔河

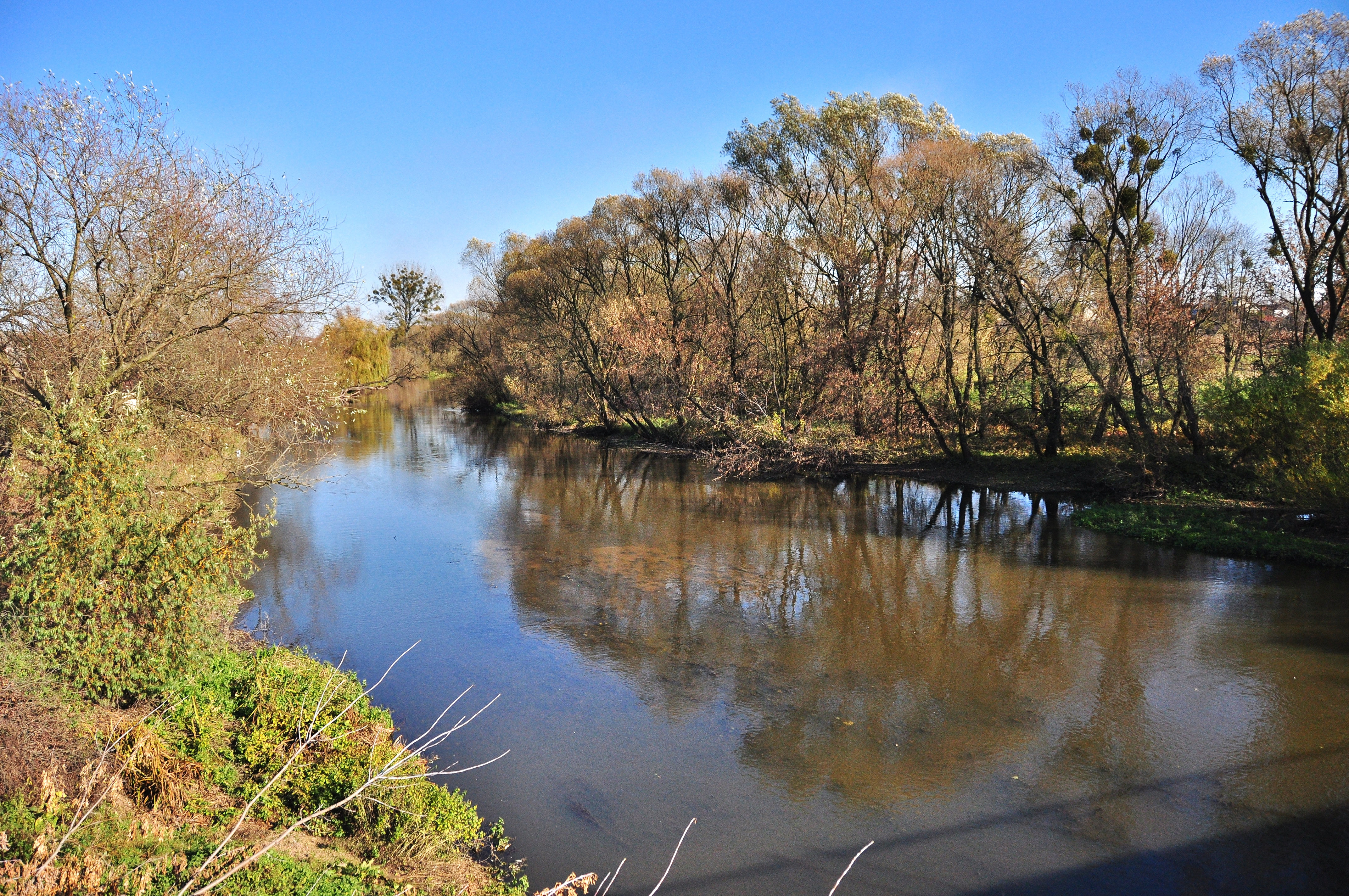

拉塔河（烏克蘭語：Рата），是東歐的河流，流經波蘭東南部和烏克蘭的利沃夫州，屬於西布格河的左支流，河道全長76公里，流域面積1,790平方公里，河口處在舍普季茨基南部。